# Passi di morte perduti nel buio
Pour plus de détails, voir Fiche technique et Distribution.
Passi di morte perduti nel buio est un giallo gréco-italien réalisé par Maurizio Pradeaux et sorti en 1977.

## Synopsis
Dans le compartiment d'un train à destination d'Athènes voyagent Luciano Morelli (journaliste italien en poste) avec sa fiancée Ingrid, le Père Effendi (prêtre anglican qui se révélera plus tard être un faux prélat), Ben Amuchin (un type silencieux qui ne met pas en confiance les autres passagers), Ida Tuclidis (l'épouse d'un riche fonctionnaire athénien) et une dame française qui semble très agitée.
A l'entrée d'un tunnel, la lumière du wagon s'éteint et, à la sortie, la Française est retrouvée assassinée, le cœur transpercé par un coupe-papier. Peu de temps auparavant, le meurtrier avait trafiqué le système d'éclairage du compartiment.
Dans le train, Ulla (une chanteuse noire) et Raul Komakis (un beau play-boy ami d'Ulla) se promènent. Les soupçons se portent immédiatement sur Morelli, le possesseur du coupe-papier, à tel point que la police d'Athènes l'arrête. Or, peu avant le meurtre, Ulla a vu le meurtrier entrer dans les toilettes du wagon pour trafiquer le système d'éclairage. La chanteuse sans scrupules, en accord avec Raul et deux autres complices, commence à faire chanter le meurtrier, lui envoyant plusieurs lettres de menaces afin de lui extorquer d'importantes sommes d'argent. Alors qu'il se rend à la rencontre du meurtrier pour récupérer la somme demandée, Raul est victime de la fureur de ce dernier et son corps est retrouvé dans la banlieue d'Athènes. Bientôt, Ulla et les autres complices suivent le même sort.
Après la mort d'Ulla, qui a été cachée à la presse, la police tend un piège pour démasquer le meurtrier : à l'aide d'une doublure et d'un masque spécial, la police fait réapparaître Ulla lors d'un défilé auquel sont conviés tous les voyageurs du compartiment. C'est alors que Mme Tuclidis, à la vue d'Ulla, est saisie de frayeur et s'enfuit en criant : il est clair que c'est elle l'assassin.
Ce n'est que plus tard que l'on découvre que Mme Tuclidis était à la tête d'un important trafic de drogue athénien et que la victime dans le train avait l'intention de la dénoncer à la police. Ulla, Raul et leurs complices avaient été éliminés pour cacher la vérité. Dans sa tentative de fuite, la meurtrière a trouvé la mort en tombant de la terrasse de l'immeuble où était organisé le défilé.

## Fiche technique
- Titre original italien : Passi di morte perduti nel buio[1],[2],[3] (litt. « Les pas de la mort perdus dans l'obscurité »)
- Réalisation : Maurizio Pradeaux
- Scénario : Maurizio Pradeaux, Arpad De Riso
- Photographie : Aldo Ricci (it)
- Montage : Eugenio Alabiso
- Musique : Riz Ortolani
- Costumes : Duilia Travenzoli
- Production : Ugo Rossetti
- Société de production : Salaria Film, R.C.R. Cinematografica (Rome), Dimitri Dimitriadis Film (Athènes)
- Pays de production :  Italie -  Grèce
- Langue originale : italien
- Format : couleurs - 2,35:1 - Son mono - 35 mm
- Genre : giallo
- Durée : 95 minutes
- Dates de sortie : 
  - Italie : 17 février 1977

## Distribution
- Leonard Mann : Luciano Morelli
- Robert Webber : inspecteur
- Vera Krouska : Ingrid Stelmosson
- Nino Maimone : Omar Effendi
- Barbara Seidl : Ida Tuclidis
- Imelde Marani
- Albertina Capuani
- Nazzareno Macrì
- Luigi Romano
- Bartolillo Palma
- Susy Jennings
- Anthi Andreopoulou : première victime
- Marie Elise Eugène : Ulla
- Jessica Dublin (en) : Défilé personale
- Lefteris Giftopoulos : inspecteur adjoint
- Andreas Ioannou : mari d'Ida Tuclidis
- Nikos Vandoros : galeriste
- Nikos Verlekis : Raul Komakis
- Anestis Vlahos : Salvatore
- Evagelia Samiotaki : Baffo